# Blanot (Côte-d'Or)
Blanot è un comune francese di 137 abitanti situato nel dipartimento della Côte-d'Or nella regione della Borgogna-Franca Contea.

## Società

### Evoluzione demografica
Abitanti censiti